# Ole Devegge
Ole Devegge, född i Kristiania den 20 oktober 1772, död i Köpenhamn den 16 januari 1847, var en dansk numismatiker.
Devegge blev student från  Kristiania 1789, 1803 underbibliotekarie, 1836 bibliotekarie vid det Classenske Bibliotek i Köpenhamn och 1832 tillsammans med C.J. Thomsen inspektör vid det kungliga mynt- och medaljkabinettet på Rosenborgs slott. Till detta testamenterede han av sin privata betydande myntsamling allt, som saknades i kabinettet manglede (det uttogs omkring 6 800 mynt), och därefter till Thorvaldsens museum, vad som saknades där av antika mynt (omkring 800). Efter hans önskan utgavs efter hans död en förteckning över hans mynt- och medaljsamling.